# Fervedouro
Fervedouro is een gemeente in de Braziliaanse deelstaat Minas Gerais. De gemeente telt 10.754 inwoners (schatting 2009).

## Aangrenzende gemeenten
De gemeente grenst aan Araponga, Carangola, Divino, Miradouro en São Francisco do Glória.

## Verkeer en vervoer
De plaats ligt aan de wegen BR-116 en BR-482.